# Dimitrie Călugăreanu
Dimitrie Călugăreanu (n. 6/18 octombrie 1868, Pomârla, județul Botoșani – d. 17 decembrie 1937, București) a fost un medic, fiziolog și naturalist român, membru corespondent al Academiei Române.
A făcut studii de fiziologie a sistemului nervos (regenerarea nervului, suturi încrucișate ale nervilor) și de hematologie. A fost un inițiator al  învățămantului de biochimie în România prin cursul de chimie fiziologică (1908).

## Viața și cariera
Dimitrie Călugăreanu s-a născut la 6 octombrie 1868 în comuna Pomârla, jud. Dorohoi. 
Studiile elementare și liceale le-a făcut la Liceul „Anastasie Bașotă” din Pomârla, ca bursier al statului. Studiile universitare le-a făcut la Universitatea din Iași, ca bursier al Școlii Normale Superioare. În anul 1894 a obținut diploma de licență în Științe Naturale. În anul școlar următor (1894/1895) s-a înscris la Facultatea de Medicină, în anul II, la care a continuat studiile până în anul 1897, când a absolvit-o. În aceeași perioada, D. Călugăreanu a fost subdirector al Școlii Normale Superioare din Iași. A fost numit în această funcție la data de 9 iulie 1894, adică îndată după obținerea diplomei de licență în Științe Naturale. În același an, în luna noiembrie, a fost numit și asistent la Laboratorul de Morfologie al Universității din Iași, sub conducerea profesorului Ion Cantacuzino, funcție în care a rămas până la 1 noiembrie 1897, când a demisionat spre a putea continua studiile în străinătate. Între timp (1896) a funcționat și ca profesor de științe naturale la Liceul Internat din Iași.
În octombrie 1897, Academia Română i-a acordat, după un concurs, o bursă „pentru studiul fiziologiei la o universitate străină”. A plecat, împreuna cu soția sa Maria (nascută Maxim) la Berlin, unde a studiat timp de un an la Institutul de Fiziologie, audiind cursurile profesorilor Engelman, Munk și König și efectuând un program de lucrări practice de laborator, în privința cărora el considera că nu avea „o educație suficientă la plecarea din țară”. A acordat un interes deosebit chimiei fiziologice, domeniu în care a fost îndrumat de I. Munk, precum și fizicii biologice, sub conducerea lui Th. W. Engelmann. În 1898 se naște primul său copil, Astra Călugăreanu, mai târziu căsătorită Nandriș, căreia îi urmează în 1900 cea de-a doua fiică, Marcela.
În anul 1898, Academia Română l-a trimis pentru continuarea studiilor la Paris. În anii 1899 și 1900, a obținut cele trei certificate de: Botanică, Fiziologie generală și Geologie, necesare pentru obținerea diplomei de „licențiat în științe” la Facultatea de Științe din Paris. În 1900, D. Călugăreanu și-a luat licența în Știinte Naturale la Sorbona, iar în anul 1902, Doctoratul în Științe al Universității din Paris, susținând teza:  Cercetări de fiziologie experimentală și chimie fizică asupra hematolizei, în care studiază locul și mecanismul distrugerii globulelor roșii în organism și comportarea globulelor roșii în diferite medii în afara organismului. Rezultatele au fost comunicate la Societatea de Biologie din Paris și au fost incluse în tratate de fiziologie ale vremii. La Paris, D. Călugăreanu a lucrat sub îndrumarea celui mai mare fiziolog francez din acea epocă, Albert Dastre, care la rândul său fusese elev al lui Claude Bernard. În timpul celor patru ani de specializare la Paris, a mai publicat lucrări valoroase în domeniul fiziologiei nervoase, asupra suturii nervilor încrucișați, regenerării nervilor, compresiunii nervilor, întrebuințând o tehnică originală și meticuloasă și obținând rezultate care au rămas valabile în știință, fiind de asemenea citate în tratate clasice de fiziologie. Altă lucrare a sa din aceeași perioadă, asupra difuziunii coloranților în gelatină (în colaborare cu V. Henry), a fost citată în manualele de chimie fiziologică. În timp ce era la Paris, D. Călugăreanu a fost recomandat de catre profesorul său Albert Dastre  pentru a ocupa un post de profesor la Universitatea din Geneva. D. Călugăreanu a declinat aceasta oferta atractivă din punctul de vedere al  posibilităților de lucru experimental, preferând să se întoarcă în țara sa, unde erau multe de făcut.
Revenind în țară, D. Călugăreanu a continuat să lucreze, desigur în condiții mult mai puțin avantajoase, în laboratoare slab dotate, situate în locații necorespunzătoare, cu fonduri reduse pentru cercetare științifică. Totuși, el și-a continuat munca cu același devotament și aceeași meticulozitate. În 1902 se naște cel de al treilea copil al său, Gheorghe Călugăreanu. În același an, este numit profesor suplinitor la Școala Superioară de Medicină Veterinară din București, Catedra de Fiziologie și Histologie, în locul titularului catedrei, prof. I. Athanasiu, care era la Paris, în postul de subdirector al Institutului Internațional de Fiziologie „E. J. Marey”, de la Boulogne sur Seine. În această funcție a rămas până în ianuarie 1905, când a fost numit șef de lucrări și apoi conferentiar (1908) la Institutul de Fiziologie al Facultății de Științe al Universității din București. În 1908 a inițiat prima formă organizată de învățamânt biochimic din România.
În urma Unirii Transilvaniei cu România, la 1 decembrie 1918, se pune problema organizării învățământului superior din Transilvania în limba română. În iulie 1919 se constituie o comisie universitară (prezidată de prof. Sextil Pușcariu), cu scopul de a organiza Universitatea din Cluj. Din această comisie mai făceau parte: N. Iorga, Victor Babeș, Vasile Pârvan, Dimitrie Gusti, Gheorghe Țițeica, Gheorghe Marinescu, Petru Poni. Universitatea avea să funcționeze la început cu patru facultăți: Litere și Filozofie, Științe, Drept, Medicină. Facultatea de Științe urma să fie împărțită în patru secții: Matematica, Științe Fizico-Chimice, Științe Naturale, Geografie. La 1 octombrie 1919, printr-un Ordin al Ministerului Instrucțiunii Publice din Bucuresti, se înființează Universitatea Daciei Superioare „Regele Ferdinand I” din Cluj − cea de-a treia universitate din România cu învățământ în limba română, după cele de la Iași și București. Dimitrie Călugăreanu este numit în 1919 profesor de Fiziologie Animală la Facultatea de Științe din Cluj, cu sarcina de a organiza învățământul fiziologic la Cluj. A devenit acolo profesor titular în ianuarie 1920.
Profesorul Sextil Pușcariu devine primul rector al universității clujene, iar la Facultatea de Științe sunt aleși decan Dimitrie Călugăreanu și prodecan Alexandru Borza, profesori la secția de Științe Naturale. Alături de Sextil Pușcariu, se stabilesc la Cluj Victor Babeș și Emil Racoviță, în vreme ce alții fac naveta: N. Iorga, D. Pompeiu, Vasile Pârvan, Constantin Levaditi.
În 1920, D. Călugăreanu îi succede lui S. Pușcariu în poziția de rector al universitatii clujene. În luna iunie a aceluiași an, Călugăreanu este ales Membru corespondent al Academiei Române.
A fost membru fondator al Academiei de Științe din România .
A rămas la Cluj până în anul 1926, când – ca urmare a demisiei din învățământ și apoi a morții profesorului Ioan Athanasiu – a fost invitat să preia conducerea Institutului de Fiziologie al Universității din București. La Ministerul Educației Publice se considera că prezența sa la București este necesară pentru conducerea și supravegherea lucrărilor de construcție și amenajare a acestui institut inițiat de Ioan Athanasiu. În acelasi timp, la solicitarea Universității din București, D. Călugăreanu a ocupat Catedra de Fiziologie Animală de la Facultatea de Științe și Catedra de Fiziologie de la Facultatea de Medicină Veterinară. A format o serie de elevi dintre care cei mai distinși, Nicolae Gavrilescu și Marin Popescu, au ocupat catedre de fiziologie în universități romanești.
Pe 16 decembrie 1937, Dimitrie Călugăreanu s-a stins din viață în urma unei pneumonii. Suprasolicitarea ca urmare a muncii la trei catedre universitare i-a grăbit, probabil, sfârșitul. După dorința sa, a fost incinerat, iar urna a fost depusă la Cimitirul Belu.
În timpul activității sale, D. Călugăreanu a fost distins cu diferite medalii și ordine românești și străine, printre care „Coroana Romaniei” în grad de comandor (1920), „Ofițer al Instrucției publice al Republicii Franceze” (1920) și „Cavaler al Legiunii de Onoare” al Republicii Franceze (1924). A lasat în urma o importantă operă de pionierat, confirmând pe deplin anticipația maestrului său A. Dastre, care prevăzuse că „va aduce foarte bune servicii dezvoltării fiziologiei în România”.
A avut o viata de familie împlinită alături de Maria Maxim (care a absolvit Științele Naturii și Conservatorul) și de cei trei copii, care au devenit medic pediatru (Astra Nandriș), biolog (Marcela Călugăreanu) și matematician (Gheorghe Călugăreanu).

## Opera științifică
Dimitrie Călugăreanu a început munca știintifica în Laboratorul de fiziologie de la Sorbona, sub îndrumarea lui Albert Dastre și în colaborare cu V. Henri, prin cercetări neurofiziologice, experimentând asupra efectelor unor suturi încrucișate de nervi cranieni: lingualul cu hipoglosul; hipoglosul cu pneumogastricul; pneumogastricul cu hipoglosul; hipoglosul cu lingualul; coarda timpanului cu hipoglosul.
Aceste lucrări au fost întreprinse cu scopul de a verifica teoria așa-numitei “energii specifice” a nervilor, care fusese formulată, în secolul al XIX-lea, de Johannes Müller și care dobândise, pe lângă un mare număr de adepți, și câțiva adversari redutabili, precum Volkmann și W. Wundt. Călugăreanu și Henri sperau ca prin realizarea unor suturi încrucișate – pe de o parte între nervi motori și senzitivi, iar pe de altă parte între nervi secretori și inhibitori – vor putea demonstra dacă aceștia dispun sau nu de o energie specifică.
Printr-o tehnică chirurgicală deosebit de fină, ei au suturat, de exemplu, capătul central al hipoglosului cu capătul  periferic al lingualului, înainte de separarea corzii timpanului. După 7 luni de la operație s-a constatat că animalul (câinele) “secreta o cantitate considerabilă de salivă în timp ce mesteca hrana”, de unde autorii au dedus că “din capătul central al hipoglosului au crescut fibre în tecile nervoase din capătul periferic degenerat al nervului lingual și al coardei timpanului și au ajuns să se pună în contact cu celulele glandulare ale submaxilarei “. Astfel, impulsurile nervoase motoare ale hipoglosului se puteau propaga la efectorii glandulari, stimulând activitatea lor.

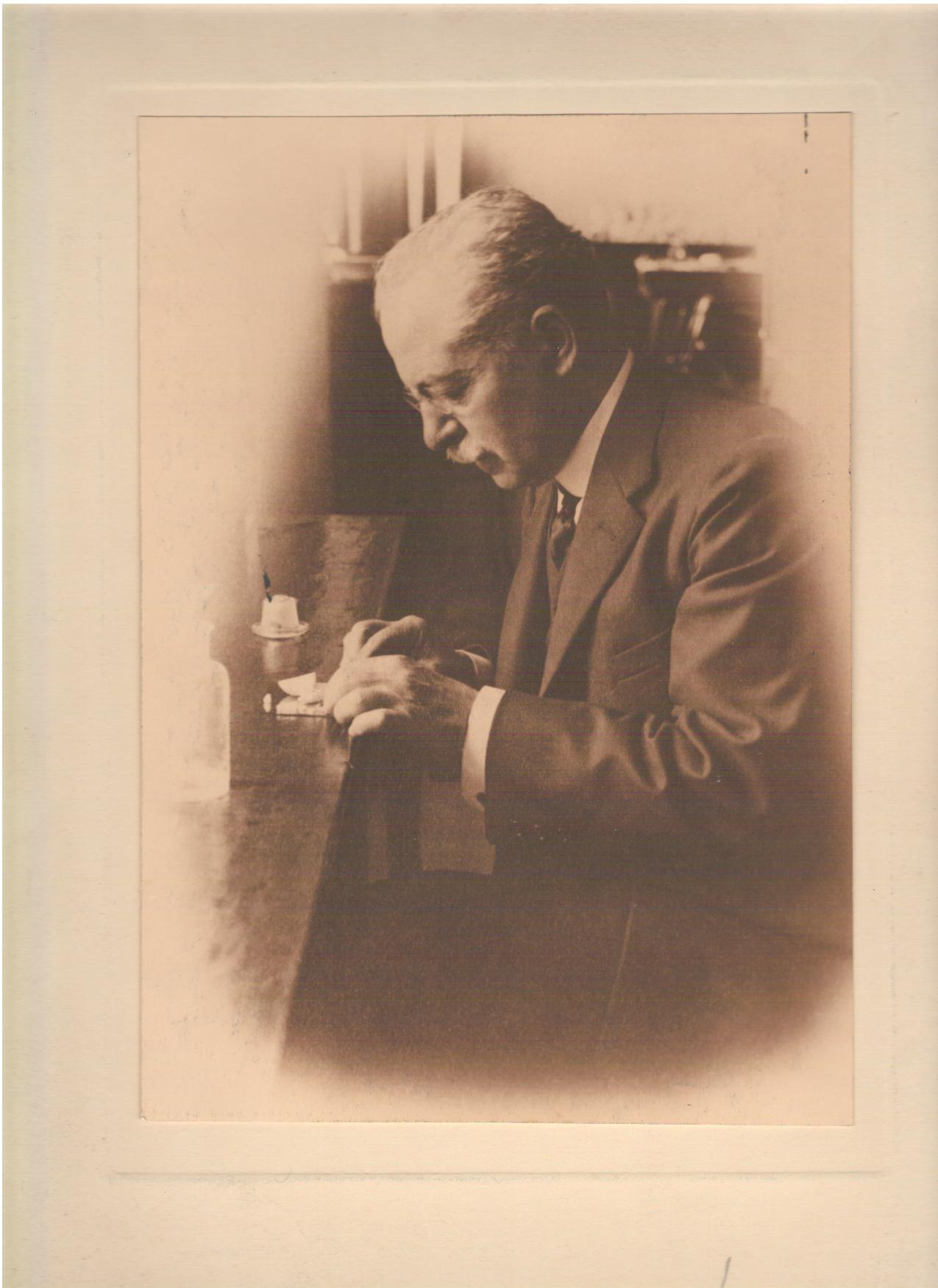
Dimitrie Călugăreanu

Autorii au elaborat mai multe variante experimentale ingenioase, demonstrând în fața Societății de Biologie și a Secției de Fiziologie reunite la cel de-al XIII-lea Congres de Medicină  că “nu există o energie nervoasă specifică pentru un nerv motor, secretor sau inhibitor, și că același curent nervos circulă în toți acești nervi. Rezultatul final al acțiunii nervoase asupra unui organ oarecare depinde de specifitatea organului însuși, iar nu de natura vibraținii nervoase ce-i vine prin nerv.” Rezultatele acestor cercetări au fost apreciate de fiziologii din acea epocă și au fost relatate pe larg în Tratatul de Fiziologie  scris de  J. P. Morat și M. Doyon și în manualul lui F. Laulanié. Fiind confirmate și de alți cercetători, ele au rămas valabile în știință.
Alte două lucrări din același domeniu al neurologiei efectuate de D. Călugăreanu se referă la efectul comprimării nervilor. În această privință existau, de asemenea, unele controverse științifice, ca urmare a unor rezultate contradictorii obținute de diferiți autori. Călugăreanu și-a dat seama că aceste neconcordanțe s-ar putea datora unor deficiențe metodologice și de aceea și-a propus să elaboreze o metodă mai riguroasă. În acest scop a construit și un dispozitiv original, cu ajutorul căruia putea “comprima nervii pe aceeași lungime cu greutăți diferite sau pe lungimi diferite cu aceeași greutate”. A experimentat pe nervii electrici de la torpila electrică, pe nervul sciatic de broască și pe nervul pneumogastric de iepure. Rezultatele obținute au arătat că sunt dăunatoare conductibilității nervului chiar compresiuni ușoare, de 2g/0,33 mm lungime. Călugăreanu nu a observat niciodată o crestere a excitabilității, cum pretindeau alți autori. Pentru studiul mai detaliat al efectelor comprimării, el a făcut  un control microscopic, care a arătat că, sub acțiunea comprimării, se modifică raporturile dintre mielină și axon. Efectele sunt proporționale cu gradul de compresiune. Printre altele, el a semnalat  fluidizarea axoplasmei și mielinei și cresterea mobilitatii neurofibrilelor. Lucrările au fost publicate în renumita revistă franceză Journal de Physiologie et Pathologie Générale și, la puțin timp după aceea, rezultatele au fost introduse de Luigi Luciani  în volumul III al tratatului său de fiziologie (Physiologie des Menschen, vol. III, p. 212, 1905-1914).
Astăzi ni se pare surprinzător că, după începuturi atât de promițătoare în domeniul neurologiei – unde a dovedit o excepțională măiestrie experimentală −,  el a abandonat acest domeniu și s-a orientat fără ezitare spre hematologie. Dar dacă ne gândim că așa făcuse și Claude Bernard (și mai toți elevii săi), creându-se astfel o tradiție de universalitate în școala sa, schimbarea direcției de cercetare la D. Călugăreanu ne apare mai de ințeles. Tradiția acestei maniere de cercetare iși are originea în prima jumătate a secolului al XIX-lea, în opera lui François Magendie, care a fost maestrul lui Claude Bernard.
Primele cercetări în domeniul hematologiei au fost întreprinse de Călugăreanu în 1901, în colaborare cu  fidelul său amic Victor Henri. Se ivise o ocazie neașteptată, o ascensiune în balon. Au luat trei câini în nacelă, dintre care unul cu splina extirpată, și au făcut prize de sânge la diferite înălțimi. S-a constatat că la altitudinea de 3000 m, numărul de hematii a crescut cu 21% la câinii normali și doar cu 11% la cel splenectomizat. Ascensiunea n-a avut efect asupra altor indici sanguini (densitate, N total, Fe). Rezultatele sunt menționate și comentate în tratatul lui Morat și Doyon (Traité de Physiologie, Masson, 1904), în manualul lui Laulanié (Eléments de Physiologie,1902) și de către O. Conheim, într-un articol de sinteză publicat în Ergebnisse der Physiologie (1903). Astăzi, mecanismul acestei adaptări rapide la altitudine (în mai puțin de o oră) este elucidat.
Tot în 1901, Călugăreanu și Henri au întreprins o cercetare despre difuzia coloranților în gelatină și apă. Folosind diferiți coloranți histologici (cristal violet, fuxină acidă, orange G), într-un model experimental original, au constatat că “cu cât molecula chimică a unui corp este mai mare, mai complexă, cu atât ea se mișcă mai anevoie într-un mediu gelificat”. Astăzi faptul este binecunoscut, dar atunci era ceva nou. Rezultatul a fost citat într-o lucrare importantă a lui Zangger din 1908 și în manualul lui W. Ostwald (Grundriss der Kolloidchemie, 1909), precum și în alte lucrări.
O lucrare amplă și deosebit de valoroasă este teza de doctorat a lui Călugăreanu, intitulată Recherches de physiologie experimentale et de chimie physique sur l’hematolyse (1902). Lucrarea este divizată în două părți: prima  se referă la experientele făcute pe animale (câini), iar cea de-a doua cuprinde experientele efectuate în vitro, cu hematii ținute în diferite soluții. Experientele făcute pe animale au avut ca scop să descopere locul unde se petrece hematoliza normală, fiziologică. Pentru aceasta, Călugăreanu a transfuzat unor câini normali și unor câini splenectomizați câte 35-40 g de sânge, cu scopul de a provoca o hiperglobulie, la care animalele vor reacționa printr-o intensificare a hematolizei. A stabilit că la animalele normale hematoliza se produce mai ales în splină, care se îmbogațește în fier, iar la animalele splenectomizate distrugerea hematiilor se face în maduva oaselor și în celulele Kupfer din ficat. Concluzia generală pe care o trage autorul este că “rolul hemolitic principal îl are splina și măduva oaselor, dar că splina poate fi înlocuită, când lipsește, de măduva oaselor pe de o parte și de ficat pe de altă parte”. În partea a doua a lucrării sunt expuse rezultatele experimentale referitoare la comportarea hematiilor în soluții izo-, hipo- și hipertonice, urmărind difuzia hemoglobinei și a sărurilor minerale. Pentru studiul difuziei sărurilor minerale, Călugăreanu a măsurat conductibilitatea electrică a soluțiilor prin metoda Kohlrausch-Ostwald. Rezultatele au arătat că în soluție hipotonică hematiile pierd atât hemoglobină cât și săruri minerale, existând un paralelism între aceste pierderi. Într-o soluție izotonică hematia s-ar găsi în echilibru. Pe baza rezultatelor unor variante experimentale în care a ținut seama de doi parametri – timpul și temperatura –, autorul a ajuns la concluzia că “ieșirea sărurilor din globule este reglată de legile difuziunii, pe când ieșirea hemoglobinei este guvernată de legi mult mai complexe”, încă necunoscute. Lucrarea s-a bucurat de bune aprecieri în lumea fiziologilor. Există referiri la ea în tratatul lui Morat și Doyon (1904), în cel al lui H. Winterstein (1911), precum și în Tratatul de Chimie fizicală și Medicină scris de  Koranyi și Richter.
Prima cercetare realizată de Călugăreanu după revenirea sa în țară a privit fenomenele de plasmoliză observate în celula cartilaginoasă. Studiul fost efectuat în laboratorul de fiziologie al Școlii de Medicină Veterinară din București, fiind publicat în 1903. În această lucrare se arată că celula cartilaginoasă, spre deosebire de alte celule animale, se comportă în privința rezistenței membranei sale ca și celulele vegetale “lăsând să intre sau să iasă din protoplasmă numai apa și opunându-se la străbaterea sau ieșirea substanțelor solide”. Și această lucrare a găsit ecou în lumea specialiștilor. Este citată în tratatul lui Morat și Doyon și de către F. Weigert în Enziklopädie der mikroskopischen Technik.
O altă lucrare în domeniul hematologiei, despre Puterea anticoagulantă a  fluorurii de sodiu, a fost publicată în Arch. Int. Physiologie și în Arhiva Veterinară (1904). În această lucrare sunt relatate efectele diferitelor concentrații de NaF asupra sângelui de cal. Atât concentrațiile slabe, cât și cele puternice sunt lipsite de acțiunea anticoagulantă. Cercetările au fost reluate de W. Huiskamp (Utrecht), care a confirmat rezultatele în mare parte (Zeitschrift Physiol-Chemie, 1905).
La lista lucrărilor de hematologie se mai adaugă cea referitoare la  Variațiile clorului în organismul vârlanului (Cobitis fossilis) în funcție de conținutul în clor al mediului, lucrare apărută în Pflüger’s Archiv, în 1910. Pe atunci se știa că presiunea osmotică a mediului intern al unor animale marine variază în funcție de cea a mediului extern, dar nu se știa cum se comportă în această privință animalele dulcicole. Călugăreanu a cercetat problema pe exemplare de Cobitis fossilis, unele ținute în apă distilată, altele în soluții saline de diferite concentrații. A constatat că exemplarele ținute în apă distilată pierdeau aproximativ 17% din cantitatea de clor a mediului lor intern, în timp ce în apa salină câștigau acest element în proporție de peste 100%. Autorul a arătat că schimburile se fac prin tegument, branhii și intestin.
Din același cadru al studiilor hematologice fac parte și cercetările fizico-chimice asupra sângelui de Anodonta. Călugăreanu a elaborat un studiu amplu referitor la proprietățile generale ale sângelui acestui lamelibranhiat (presiunea osmotică și conductibilitatea electrica), influența inaniției, a concentrației saline și a suprimării mediului acvatic. El a ajuns la concluzia generală că “membranele externe ale Anodontei sunt permeabile pentru cristaloide și în mod normal ele învoiesc pierderea unei părți din cristaloidele sângelui”. Lucrarea a apărut într-o versiune româna în Buletinul Societății Române de Științe (1914/1915), precum și sub forma unei note în Comptes Rendus de la Société de Biologie Paris, 1915.
Referitor la domeniul hematologic, mai notăm o ultimă lucrare a lui Călugăreanu despre conductibilitatea electrică a plasmei în timpul coagulării. Aceasta este menționată în tratatul lui Carl Neuberg despre lichidele organice (1911).
În colaborare cu Ioan Athanasiu, Călugăreanu a redactat articolul despre limfă publicat în renumitul Dictionnaire de Physiologie al lui Charles Richet.	
Un alt domeniu în care D. Călugăreanu a adus contribuții valoroase este acela al respirației. S-a ocupat în mod deosebit de problema respirației intestinale la Cobitis fossilis. A publicat pe această temă numai două lucrări, dar acestea au fost atât de importante, încât au devenit clasice. Ambele cercetări au fost efectuate la Institutul de Fiziologie al  Universității din București. În prima lucrare, el prezintă rezultatele unor cercetari histologice, urmărind vascularizarea epiteliului intestinului mijlociu și posterior, care servește la respirație. A constatat că exista o mare asemănare între aceste structuri și cele care se pot observa la nivelul plămânilor animalelor cu respiratie aeriană.
În cea de-a doua lucrare sunt expuse rezultatele unor cercetări fiziologice privind importanța fiecăruia dintre cele trei feluri de respirație posibile la această specie: intestinală, branhială și tegumentară. Respirația intestinală nu poate satisface necesitățile organismului, deoarece nu asigură eliminarea CO2. Ea este completată cu cea tegumentară. În concluzie, autorul e de părere că respirația intestinală este expresia unei adaptări la mediul în care trăiește acest animal, mediu care nu este favorabil respirației branhiale și tegumentare.
Lucrările au fost publicate în Pflüger’s Archiv (vol. 118 și 120) și s-au bucurat de un foarte larg ecou. Au fost citate și comentate de fiziologi de mare renume ca: E. Babàk, L. Frédéricque, W. Conheim, H. Winterstein, A. Lipschűtz. Bucurându-se de aprecierile unor asemenea fiziologi, ele au devenit foarte repede cunoscute, intrând în patrimoniul de cunoștințe al fiziologiei comparate. O versiune în limba română a acestor lucrări, intitulată Respirațiunea intestinală a vârlanului (Cobitis fossilis), a apărut în Revista științelor medicale (1908). Merită să spunem că lucrările respective au fost cerute în extras după două războaie mondiale, la 50 de ani de la publicare, de diferiți cercetători, printre care profesorul indian A. S. Kapoor din Jaipur.
Tot în legătură cu respirația, D. Călugăreanu a studiat, în colaborare cu I. Drăgoiu, structura epiteliului pulmonar la câteva specii de gasteropode (Limax, Helix, Planorbis și Lymnea). Autorii au evidențiat particularitațile histologice ale adaptării la respirația aeriană, detectând prezența unor spații interstițiale pline cu sânge, pe care le compară cu capilarele pulmonare de la vertebrate. Și această lucrare este citată în tratatul lui H. Winterstein, Handbuch der vergleichenden Physiologie, Jena, 1910-1925.
Pe lângă cercetările efectuate de Călugăreanu  în domeniile arătate mai sus (neurologie, hematologie, respirație), el s-a mai ocupat ocazional și de alte câteva probleme. Acțiunea cloroformului asupra suspensiilor lipoidice (Biochemische Zeitschrift, vol. 29, 1910) este o lucrare de chimie fizică. Experiențe ingenioase făcute cu cloroform și soluții apoase de lecitină, de săpun sau de mastic, l-au dus pe autor la observația că la zona de contact cu cloroformul se formează sferule microscopice cu atât mai mari, cu cât sunt mai apropiate de cloroform. Pe baza acestor observații, el a ajuns la concluzia generală că “particulele coloidale aflate în apă, venind în contact cu un solvent ce nu e miscibil cu apa, absorb o mare cantitate din acesta și astfel își măresc volumul”.
O altă lucrare de chimie fizică a urmarit acțiunea acizilor asupra substanțelor proteice. Lucrarea a fost publicata de Academia Română atât într-o versiune românească (vol. XXXII al Publicațiilor Fondului “V. Adamachi”), cât și într-una franceză (Bulletin de la Section Scientifique) în anul 1912. Tratând o substanță proteică cu un acid, conductibilitatea electrică se modifică, demonstrând că o parte din acid a dispărut, fiind adsorbit de substanța proteică. Se insista asupra faptului că nu este vorba de “adsorbție fizică pură”, deoarece rezultate asemănătoare se obțin și cu glicocol. Ulterior această problemă a fost clarificată, arătându-se care sunt aspectele fizice și chimice ale acestui fenomen.
D. Călugăreanu a întreprins și un foarte interesant studiu asupra unei particularități funcționale a glandei sericigene a viermelui de mătase. Lucrarea a fost publicată în revista de mare prestigiu Zeitschrift fur vergleichende Physiologie (1930).
Au fost stabilite etapele dezvoltarii acestei glande. S-a semnalat faptul că, în cursul dezvoltării, glanda acumuleaza o importantă rezerva de substanțe, care este folosită în ultima fază a secreției firului de mătase.
Ultima lucrare științifică a profesorului D. Călugăreanu a avut ca obiect studiul acțiunii luminii asupra planariei. A experimentat la Statiunea Zoologica Sinaia, pe exemplare de Planaria gonocephala, capturate în izvoarele din regiunea Sinaia. Aceste animale sunt foarte sensibile la lumină (chiar și la 0,01 lux). În condiții de iluminare continuă timp de mai multe luni, el a observat că excitabilitatea, metabolismul și viteza de regenerare cresc. Lucrarea a apărut în volumul omagial dedicat memoriei Prof. Ion Cantacuzino, în anul 1934.

## Activitatea de popularizarea științei
Paralel cu aceste preocupări, Dimitrie Călugăreanu a fost atras de activitatea de popularizare a științei, pentru care avea aptitudini deosebite, reușind să facă înțelese publicului larg cele mai complicate probleme științifice. A ținut o serie de conferințe la radio, între anii 1934-1937. Conferințele ținute la radio au fost publicate apoi în revista Natura. Enumerăm câteva din lucrările de popularizare:
- „Rezistența globulară”, la un congres al medicilor veterinari (1933);
- „Rolul microbilor în digestiunea intestinală”, în Convorbiri literare (1904);
- „Criza în fiziologie”, în Revista științifică „V. Adamachi” (1932);
- „Roșeața sângelui”, la radio și în Natura (1934);
- „Foamea și urmările ei”, la radio și în Natura (1935);
- „Un motor ideal – inima”, la radio și în Natura (1935);
- „Oboseala mușchiulară”, la radio și în Natura (1935);
- „Oboseala nervoasă”, la radio și în Natura (1935);
- „Ce este durerea?”, la radio și în Natura (1936).

Toate aceste lucrări se caracterizează printr-o expunere sobră, științifică, dar clară și accesibilă. Și astăzi ele pot fi citite cu plăcere și interes.
O acțiune mai importantă de popularizare a științei a constat în publicarea unei reviste săptamânale pentru popularizarea științelor. Revista, intitulată Știința tuturor, a fost fondată și condusă de Dimitrie Călugăreanu, iar „redacția și administrația” se aflau în modesta sa locuință din București (str. Roșca). Primul număr a apărut în 20 octombrie 1918; apariția a continuat cu regularitate până când prof. Călugăreanu s-a transferat și stabilit la Cluj (sept. 1919). Scopul revistei era, pe de o parte, de a populariza progresele științifice moderne, iar pe de altă parte, de a completa cunoștințele „forțat restrânse, pe care tineretul le capătă în școală”. Fondatorul spera că va reuși cu timpul să facă din ea un „periodic ireproșabil” și să o ducă la nivelul „celor mai bune publicații străine similare”. Odată ce Călugăreanu a plecat la Cluj, revista a rămas în grija Societății Studenților în Științe, care i-a mai asigurat apariția câteva luni, până în ianuarie 1920. Parcurgând această revistă, rămâi plăcut impresionat de varietatea articolelor și notelor publicate. În general, revista se caracterizează printr-un nivel științific ridicat, adecvat pentru întreținerea și dezvoltarea culturii generale a intelectualilor. Întregul cuprins este consacrat problemelor științifice; nu s-au publicat niciodată altfel de articole (literare, politice, sociale, economice, etc.). Călugăreanu publica în aproape fiecare număr al revistei câte un articol, dintre care multe de fiziologie. Menționăm câteva dintre ele, luate la întâmplare: 
- „Ce greutăți pot transporta furnicile? (Observații personale)”;
- „Ce știau cei vechi despre fenomenele vieții?”;
- „Un cadavru viu”;
- „Noutăți asupra întrebuințării razelor X în medicină”;
- „Temperatura corpului la bărbați și la femei”;
- „Pregătiri de iarnă în natură”;
- „Muzeul de istorie naturală din București”;
- „Căldura plantelor”;
- „Cum te poate omorî o meduză”;
- „Un prieten al omului – ariciul”;
- „Memoria”;
- „Primejdia sărutatului”.

## Dimitrie Călugăreanu văzut de ceilalți oameni de știință
„În laboratorul lui Albert Dastre de la Sorbona, Călugăreanu, venit ca bursier, s-a distins de la început prin râvna și tenacitatea sa, prin seriozitatea și conștiinciozitatea sa, prin contribuția sa la progresul științei, pe care o îmbrățișează din vocație și nu din întâmplare sau prin forța împrejurărilor. Nu în zadar pe o placă de marmură de la Sorbona,[1] numele lui D. Călugăreanu este gravat cu litere de aur printre numele celor mai mari fiziologi ai timpului.

Călugăreanu era de un calm desăvârșit în tot ceea ce făcea. Același calm imperturbabil l-a dovedit el în timpul acelei vestite ascensiuni în balon la 3400 m înălțime, în anul 1900, când s-a rupt o frânghie de la nacelă, balonul s-a dezechilibrat și vântul îl ducea cu viteză de la Paris spre Belgia. Toți cei din balonul în derivă, dintre care și V. Henri, colaboratorul lui Călugăreanu, câțiva asistenți, un inginer mecanic, au fost cuprinși de panică. Singur Călugăreanu și-a dus la bun sfârșit experiențele asupra câinilor splenectomizați și normali, la înălțimea de 3000 m. El este precursorul cu peste jumătate de secol al cercetărilor moderne de cosmofiziologie. ”— Prof. Constantin Motaș – om de știință emerit
[1]Această friză a existat în clădirea Facultatii de Știinte de la Universitatea Sorbona până în anii 1990, când în acest sediu au fost mutate facultătile de filologie și clădirea a fost renovată.

„Călugăreanu făcea parte din pleiada generoasă de dascăli veniți din vechea țară, pentru a întregi corpul didactic al Universității Clujene. Ei plăteau printr-o fericită reciprocitate istorică, împrumutul dat de dascălii ardeleni la înființarea Universității din București și mai ales din Iași, iar moldoveanul D. Călugăreanu a fost primul decan al Facultatii  de Științe din Cluj. Și ca și Ioan Popp la Iași, Călugăreanu a fost la Cluj în mod unanim apreciat ca un conducător și organizator de înaltă concepție, ca un devotat al unei misiuni, ca un maistru în așezarea temeliei solide unui așezământ de cultură, împreună cu jaloanele unei vieți viitoare. Dupa ce a fost timp de doi ani decanul Facultății, Călugăreanu a fost ales rectorul Universității, îndeplinindu-și noua misiune cu aceeași abnegație și clarviziune.

Începutul plin de avânt al Universității Clujene, în care spiritul incandescent, mascat de o exteriorizare ponderată, al lui D. Călugăreanu avusese un rol fruntaș, a fost urmărit cu caldă apreciere de Academia Română, care după deschiderea solemnă a Universității i-a adresat un sărbătoresc salut și în iunie 1920 a ales printre membrii săi pe cei mai apreciați oameni de știință din corpul didactic clujean. ”— Acad. Prof. Emil Pop
„Senin și blând a trăit și muncit Călugăreanu, încarnație a adevaratului om de știință, ținându-se departe de mizeriile vieții care îl înconjurau, de rivalitățile clanurilor, de intrigile și uneltirile din culise, preocupat numai de lucrările sale de specialitate, ispitit numai de cercetarea adevărurilor ascunse în cutele organizării ființelor vii. Expresia figurii lui Călugăreanu, acea privire calmă, acei ochi plini de bunătate, vocea lui cu inflexiuni blânde, incapabilă de asprimi sau violențe, erau reflexul unui suflet de adevărat om de știință, cumpănit și modest, detașat parcă de contingențele exterioare, trăindu-și viața lăuntrică, căutând satisfacțiile senine pe care nu le poate procura decât cercetarea de laborator, pe care nu le poate lumina decât bucuria rezultatelor ei. ”— Constantin Kirițescu,  Făclii stinse (1938)

## Opera științifică a Profesorului Dimitrie Călugăreanu

### Lucrări științifice publicate și comunicate
- 1. D. Călugăreanu et V. Henry. Expériences sur la suture croisée des nerfs de différentes  sortes. Nerf lingual avec le nerf hypoglosse, nerf hypoglosse avec le nerf pneumogastrique. Comptes rendus de la Soc. de Biologie, Paris, Mai 1900.
- 2. D. Călugăreanu et V. Henry. Suture croisé des nerfs pneumogastrique et hypoglosse. Journal de Physiologie et de Pathologie générale, Sept. 1900, p. 709.
- 3. Călugăreanu et V. Henry. Salivation très abondante pendant la mastication chez le chien à la suite de la suture croisée des nerfs hypoglosse et lingual. Comptes rendus de la Soc. de Biologie, Paris, Mars 1901.
- 4. D. Călugăreanu. Contribution à l’étude de la compression des nerf. Journal de Physiologie et de Pathologie générale, Mai 1901, p. 393.
- 5. D. Călugăreanu. Recherches sur les modifications histologiques des nerfs comprimés. Journal de Phys. et de Pathol. gén., Mai 1901, p. 413, Arcachon.
- 6. D. Călugăreanu. Diffusion des matières colorantes dans la gélatine et dans l’eau. Comptes rendus de la Soc. de Biologie, Paris, 1 Juin 1901.
- 7. D. Călugăreanu. Résultats des expériences faites pendant une ascension en ballon. Comptes rendus de la  Soc. de Biologie, Paris, 30 Nov. 1901.
- 8. D. Călugăreanu. Régénération fonctionelle de la corde du tympan suturée avec le bout central du nerf hypoglosse. Comptes rendus de la  Soc. de Biologie, Paris, 14 Dec. 1901.
- 9. D. Călugăreanu. Recherches de Physiologie expérimentale et de Chimie physique sur l’hématolyse. 98 pages, Paris-Tours, Teza de doctorat, Facultatea de Știinte, Paris 1902.
- 10. D. Călugăreanu et V. Henry. Résistance des globules rouges déterminée par la conductibilité électrique. Académie des Sciences, Paris, 24 Fevr. 1902.
- 11. D. Călugăreanu. Influence de la durée de contact sur la résistence des globules rouges. Comptes rendus de la Soc. de Biologie, Paris, 22 Mars 1902.
- 12. D. Călugăreanu. Influence de la température sur la résistence des globules rouges. Comptes rendus de la Soc. de Biologie, Paris, 22 Mars 1902.
- 13. D. Călugăreanu. Expériences sur la perméabilité des globules rouges du chien. Comptes rendus de la Soc. de Biologie, Paris, 26 Avril 1902.
- 14. D. Călugăreanu. Phénomène de plasmolyse observé dans la cellule cartilagineuse. Comptes rendus de la Soc. de  Biologie, Paris, 7 Mars, 1903.
- 15. D. Călugăreanu. Rezistența globulară. Congres de Medicina Veterinara, București, 1903.
- 16. D. Călugăreanu. Sur le pouvoir anticoagulant du fluorure de sodium. Archives internationales de Physiologie, vol. II, p. 104, 1904.
- 17. D. Călugăreanu. Die Darmatmung von Cobitis fossilis. I Mitteilung. Über den Bau des Mitteldarms.[nefuncțională]
 Pflűger’s Archiv, Bd. 118, S. 42, 1907.
- 18. D. Călugăreanu. Die Darmatmung von Cobitis fossilis. II Mitteilung. Über den Gaswechsel. Pflűger’s Archiv Bd. 120, S. 425, 1908.
- 19. D. Călugăreanu. Respirația intestinală a Vîrlanului. Revista Științelor Medicale, 1908, București.
- 20. D. Călugăreanu, I. Drăgoi. Sur l’épithélium respiratoire de quelques Gastéropodes pulmonés. Comptes rendus de la Soc. de Biologie, Paris, p. 521, 5 Nov. 1908.
- 21. D. Călugăreanu. La conductivité électrique du plasma sanguin et du lait pendant la coagulation. Comptes rendus de la Soc. de Biologie, Paris, Tome 65, 1908.
- 22. D. Călugăreanu. Chlorschwankungen im Organismus des Wetterfisches (Cobitis fossilis) je nach dem Chlorgehalt des Mediums.[nefuncțională]
 Pflűger’s Archiv European Journal of Physiology, Bd. 133, S. 260, Bonn, 1910.
- 23. D. Călugăreanu. Wirkung des Chloroforms auf Lipoidsuspensionen. Biochemische Zeitschrift, Bd. 29, S. 96, 1910.
- 24. D. Călugăreanu. Action des acides sur les substances protéiques. Comptes rendus de la Soc. de  Biol., Paris, Tome 72, p. 835, 1912.
- 25. D. Călugăreanu. Acțiunea acizilor asupra substanțelor proteice. Academia Română. Public. V. Adamachi.1912.
- 26. D. Călugăreanu. Études physico-chimiques sur le sang de l’Anodonte et sur la perméabilité des membranes de cet animal. Comptes rendus de la Soc. de Biologie,  Paris, Tome 78, p. 209, 1915.
- 27. D. Călugăreanu. Cercetări fizico-chimice asupra sangelui de Anodontă. Bul. Academiei Române, Nr. 7, 1915.
- 28. I. Athanasiu, D. Călugăreanu. La lymphe, la formation et la circulation. Dictionaire de Physiologie par Charles Richet, T. X, p. 475, 1923.
- 29. D. Călugăreanu. Eine funktionelle Eigentűmlichkeit der Spinndrűse des Seidenspinners (Bombix mori). Zeitschrift fűr vergleichende Physiologie, Bd. 13, Heft 2,Berlin, 1930.
- 30. D. Călugăreanu. Action de la lumière sur la Planaria gonocephala. Homage au Prof. Jean Cantacuzène, Masson, 1934.

### Alte publicații
- 31. D. Călugăreanu. Rolul microbilor în digestia intestinală. Convorbiri literare, Nr. 2, 1904.
- 32. D. Călugăreanu. Supraviețuirea organelor în afara corpului omenesc. Revista științifică „V. Adamachi”, Iași, Nr. 2, p. 110, Mai 1912.
- 33. D. Călugăreanu. Tensiunea osmotică în raport cu evoluția animală. Revista științifică „V. Adamachi”, Nr. 4, p. 133, August 1913.
- 34. D. Călugăreanu. Claude Bernard. Revista științifică „V. Adamachi”, Nr. 2, p. 145, Mai 1914.
- 35. D. Călugăreanu. Din fiziologia placentei. Revista științifică „V. Adamachi”, Nr. 1, p. 47, Febr. 1915.
- 36. D. Călugăreanu. Funcțiunea glandei pineale. Revista științifică „V. Adamachi”, Nr. 2, p. 81, Mai 1916.
- 37. D. Călugăreanu. Biopolitica. Revista științifică „V. Adamachi”, Nr. 2, p. 57, Febr. 1922.
- 38. D. Călugăreanu. Criza în Fiziologie. Revista științifică „V. Adamachi”, Nr. 4, 1932.

### Cursuri universitare
- Curs de chimie fiziologica 1912 (litografiat).
- Curs de fiziologie animala 1928 (litografiat).

### Citări în literatura științifică a vremii
- F. Laulanié: Eléments de Physiologie. Fonctions élémentaires, Asselain, Paris 1902.
- J. P. Morat et M. Doyon: Traité de Physiologie en 5 volumes, Masson, Paris, 1904.
- L. Luciani: Physiologie des Menschen, Jena, 1907.
- H. Zangger: Über Membranen und Membranfuktionen. Ergebnisse der Physiologie, VII, 1908.
- W. Ostwald: Grundriss der Kolloidchemie, Dresden, 1909.
- C. Neuberg, ed.: Der Harn sowie die übrigen Ausscheidungen und Körperflüssigkeiten von Mensch und Tier: ihre Untersuchung und Zusammensetzung im normalen und pathologischen Zustande; ein Handbuch für Ärzte, Chemiker und Pharmazeuten, Springer, Berlin, 1911.
- H. Winterstein: Handbuch der vergleichenden Physiologie, Gustaw Fischer, Jena, 1912.